# Trattato di Londra (1827)
Il trattato di Londra fu firmato dal Regno Unito, dalla Francia e dalla Russia il 6 luglio 1827. Le tre maggiori potenze europee avevano invitato la Grecia e l'Impero ottomano a cessare le ostilità che andavano avanti da quando i greci si erano rivoltati contro gli ottomani il 6 marzo 1821. Dopo anni di negoziazioni, le potenze europee alleate decisero infine di intervenire nella guerra al fianco dei greci, auspicando con la firma di questo trattato la nascita di uno stato greco indipendente. Esso prevedeva da un lato che l'impero ottomano concedesse l'indipendenza alla Grecia e dall'altro che il sultano ne restasse il legittimo sovrano; tuttavia, l'impero ottomano, convinto della propria superiorità navale, non accettò di firmare il trattato. Esso autorizzava però al contempo le tre potenze europee a intervenire insieme al fianco dei greci, come avvenne nella battaglia di Navarino: il 20 ottobre 1827, a Navarino, inglesi, francesi e russi sconfissero la flotta ottomana ed egiziana in una spettacolare battaglia navale che, per forza di cose, fece nascere a tutti gli effetti uno stato greco indipendente.
Il trattato, inoltre, impegnava la Russia a non tentare ingrandimenti territoriali a spese dell'impero ottomano e a non assicurarsi alcun diritto commerciale esclusivo a danno di esso, onde evitare la nascita di conflitti tra i due imperi. Tuttavia, la guerra scoppiò nel giugno 1828, quando le truppe russe attraversarono il Danubio e invasero la provincia ottomana della Dobrugia: era iniziata la guerra russo-turca del 1828-1829, che si concluse con il trattato di Adrianopoli del 14 settembre 1829. L'impero ottomano dovette riconoscere l'indipendenza della Grecia e cedere alla Russia il delta del Danubio e le sue isole, nonché una considerevole porzione del Mar Nero a sud dell'estuario del Kuban'. A causa di questi cambiamenti territoriali e di altri articoli del trattato, il Regno Unito e le altre potenze europee lamentarono il mancato rispetto da parte russa delle promesse fatte nel trattato di Londra.